# Dubiaranea maculata
Dubiaranea maculata là một loài nhện trong họ Linyphiidae. Loài này được phát hiện ở Chile.